# Kriemhild Siegel

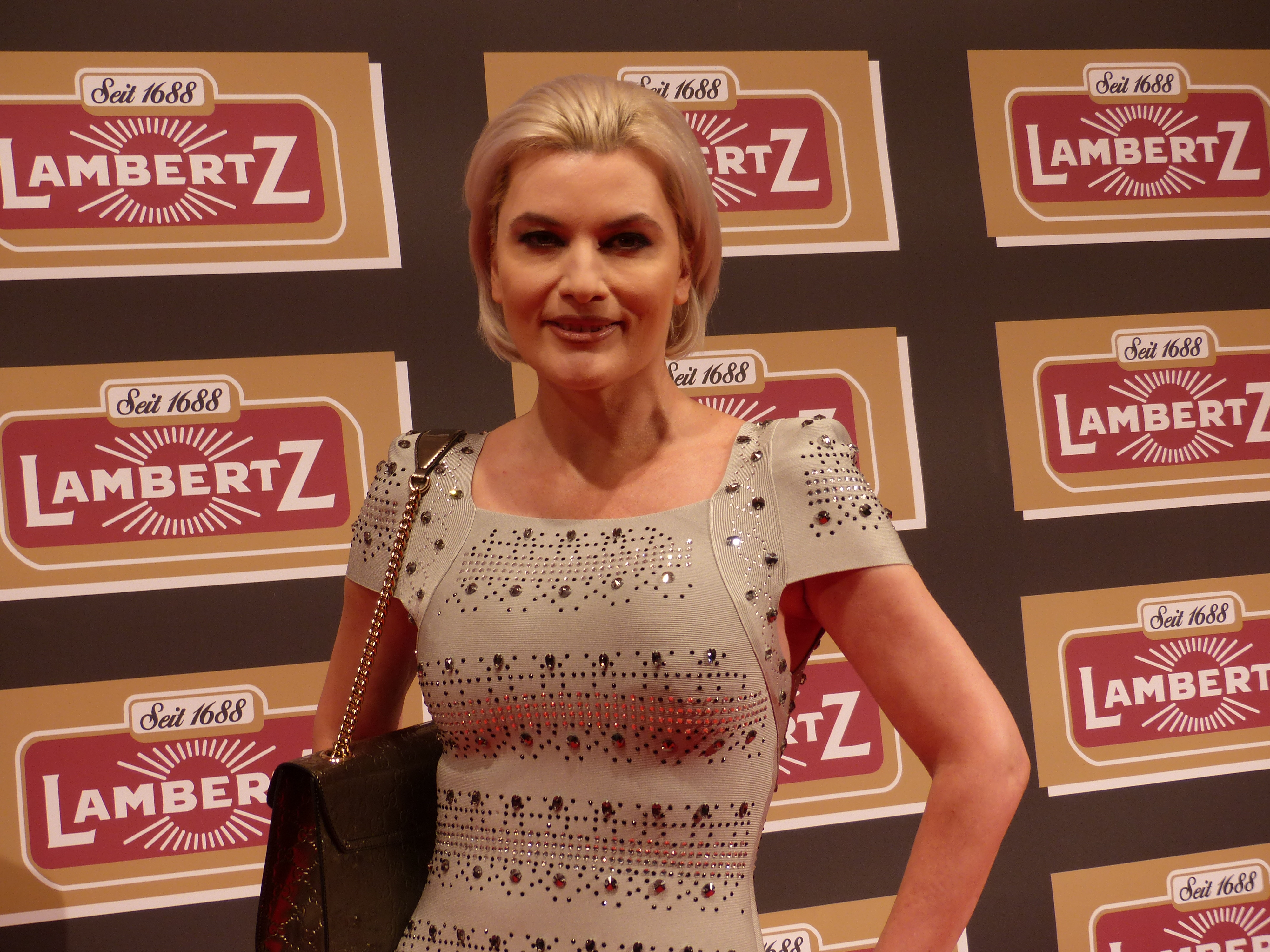
Kriemhild Siegel bei der Lambertz Monday Night, im Februar 2016.

Kriemhild Maria Siegel (* 30. November 1972 in Mühldorf am Inn als Kriemhild Maria Jahn) ist eine deutsche Sopranistin.
Kriemhild Siegel wurde bereits als Kind durch diverse Veranstaltungen und Kirchenkonzerte bekannt, mit 14 Jahren hatte sie ihre ersten Rundfunkaufnahmen.
Nach dem Abitur am Gymnasium der Englischen Fräulein in Altötting studierte sie am Mozarteum in Salzburg Lied, Oratorium, Oper, Musical und Operette.
Kurz darauf erhielt sie den „Robert-Stolz-Preis“ als beste klassische Nachwuchssängerin.
Ab 2006 war sie mit dem Komponisten Ralph Siegel verheiratet. Am 4. August 2014 gab das Ehepaar über einen Anwalt in Hamburg die Trennung bekannt, die gerichtliche Scheidung erfolgte dann im Jahre 2016.

## Werke
Ihr Repertoire umfasst deutsche, englische, französische, italienische und spanische Werke der klassischen und zeitgenössischen Musik.
2000 erschien ihr erstes Album „Rendez-vous der Gefühle“, das die Künstlerin selbst produzierte.
Im Sommer 2006 erschien „Mozart Premiere“, auf dem die bekanntesten Instrumentalwerke von Wolfgang Amadeus Mozart neu arrangiert und mit Texten in verschiedenen Sprachen versehen wurden.
2007 erschien der Fernsehfilm und die DVD „Eine Nacht in Venedig“ („A Night in Venice“), in Zusammenarbeit mit dem MDR-Fernsehballett. Die komplette CD „Mozart Premiere“ wurde in Venedig in aufwendiger Bildgestaltung verfilmt.
2009 erschien das Album „Eternity“.
2011 entstand in Zusammenarbeit mit dem Oscarpreisträger Maximilian Schell das musikalische Werk und Musikvideo „Schwanensee“ (Swan Lake) nach dem gleichnamigen Ballett von Pjotr Iljitsch Tschaikowski. Im selben Jahr erschienen zwei Alben: „Swan Lake - The Most Beautiful Songs in the World by Kriemhild Maria Siegel“ in den USA und „Schwanensee“ in Europa. Darunter auch mit neuem Text „Am Ufer der Erinnerung“ (Die Moldau) von Bedřich Smetana.
2019 spielte sie an der Seite des italienischen Schauspielers Franco Nero die Rolle der „Hanna“ in dem Film „Havana Kyrie“.
2020 entstand während der Pandemie in Zusammenarbeit mit der Sopranistin Anna Maria Kaufmann das Werk und Musikvideo „Light and Love“.
2021 erschien in Italien in Zusammenarbeit mit Franco Nero der Song „Padre Nostro“ (Dearest God) das von der Abteilung für Flüchtlinge des Vatikans sehr gelobt und honoriert wurde.
2022 sang und produzierte sie den Song „Kumbaya My Lord“ für das Drama „The Man Who Drew God“, ein Film mit den Schauspielern Franco Nero, Kevin Spacey, und Faye Dunaway.